# Davies Gilbert
Davies Gilbert (rojen Davies Giddy), PRS, angleški inženir, pisatelj in politik, * 6. marec 1767, Penzance, grofija, Cornwall, Anglija, † 24. december 1839, Eastbourne, grofija Sussex, Anglija.
Gilberta so 17. novembra 1791 zbrali za člana Kraljeve družbe, med letoma 1827 in 1830 pa je bil njen predsednik.
1. 1 2  SNAC — 2010.
2. 1 2  International Music Score Library Project — 2006.
3. 1 2  Discogs — 2000.